# Mexilana saluposi
Mexilana saluposi é uma espécie de crustáceo da família Cirolanidae.
É endémica do México.